# Deaflympics d'été de 2009
Les Deaflympics d'été de 2009, officiellement appelés les 21e Deaflympics d'été, ont lieu du 5 septembre 2009 au 15 septembre 2009 à Taipei à Taïwan. Ces Jeux rassemblent 2 493 athlètes de 77 pays. Ils participent à 17 sports et 20 disciplines qui regroupent un total de 177 épreuves officielles.

## Sélection de la ville hôte
La ville de Taipei a été choisi pour accueillir le 38e Congrès du Comité international des sports des Sourds le 28 février 2003 dans la ville de Sundsvall en Suède.
| Ville-hôte | Comité national olympique          | Voix |
| ---------- | ---------------------------------- | ---- |
| Taipei     | Comité olympique de Taipei chinois | 52   |
| Athènes    | Comité olympique hellénique        | 32   |

## Faits sur ces Jeux
Taipei, la plus grande ville de Taïwan, a été choisie pour être l'hôte de la 21e éditiion sportive de Deaflympics d'été. C'est d'ailleurs la première fois que les Deaflympics d'été a eu lieu en Asie.
Le judo, le karaté et le taekwondo ont été ajoutés dans le programme de compétition sportive de Deaflympics.

## Marketing
Devise 

La devise des Deaflympics d'été 2009 est Puissance en moi ! (Power in me!)
Mascottes

Les mascottes des Jeux sont un mâle et une femelle de l'espèce Rhacophorus taipeianus. La mascotte de grenouille mâle a les bras ouverts, ça signifie bienvenue et ressemble au caractère chinois "北". Les noms choisis sont "Paix" pour la mascotte de grenouille mâle et "Love" pour la grenouille féminine.

## Sport
Les Deaflympics d'été de 2009 comprenaient 20 disciplines dont 14 individuelles et 6 en équipe.

### Sports individuels
- Athlétisme
- Marathon
- Badminton
- Bowling
- Course d'orientation
- Cyclisme sur la route
- Judo
- Karate
- Lutte
- Natation
- Taekwondo
- Tennis
- Tennis de table
- Tir sportif

### Sports en équipe
- Basket-ball
- Beach-volley
- Football
- Handball
- Volleyball
- Water-polo

## Lieux
- Cérémonie d'ouverture : Stadium municipal de Taipei
- Athlétisme : Stadium municipal de Taipei
- Badminton : Taipei Gymnase
- Basket-ball: Taipei Gymnase
- Beach-volley: Pacific Green Bay
- Bowling :  Xinqiaofu Bowling Center
- Course d'orientation : Park nationale de Yangmingshan
- Cyclisme sur la route:  Taipei City Hall
- Football: Stadium municipal de Taipei (finale), Yingfeng Riverside Sport Park (préliminaire)
- Handball: Chenggong Senior High School
- Judo: Collège de police de Taiwan
- Karate: Nangang Sports Center
- Lutte: Université de la Culture chinoise
- Marathon : Coast Highway Nord
- Natation : Piscine Hsinchu County
- Taekwondo: Université nationale de Taipei de l'éducation
- Tennis : National Taiwan Sport University
- Tennis de table: Taipei Arena
- Tir sportif :  champ de tir Gongxi
- Volleyball : Université nationale de Taïwan
- Cérémonie de clôture : Stadium municipal de Taipei

## Pays participants

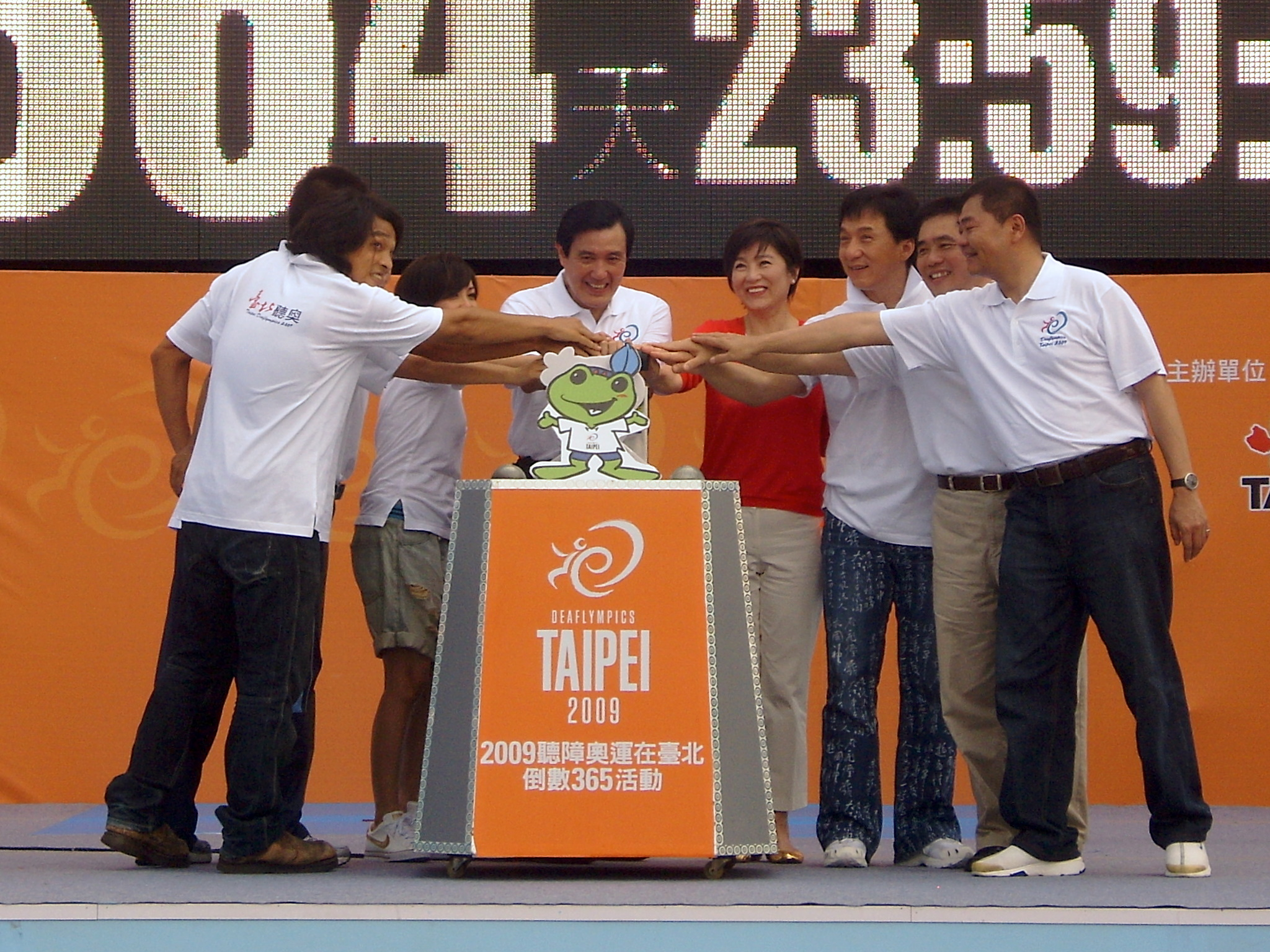
Le lancement du compte à rebours avec le président de la République de Chine (Taïwan), Ma Ying-jeou et l'acteur connu Jackie Chan en Septembre 2008

Les Deaflympics d'été  de 2009 accueillaient 2 493 athlètes de 77 pays: 
- Argentine (46)
- Arménie (4)
- Australie (29)
- Azerbaïdjan (3)
- Belgique (7)
- Bolivie (2)
- Brésil (13)
- Bulgarie (15)
- Chili (1)
- Chine (78)
- Danemark (54)
- Allemagne (157)
- Colombie (17)
- Croatie (27)
- Cuba (2)
- Estonie (17)
- Fidji (7)
- Finlande (18)
- France (48)
- Grèce (49)
- Hong Kong (41)
- Inde (24)
- Indonésie (7)
- Iran (52)
- Irlande (41)
- Israël (20)
- Italie (63)
- Japon (154)
- Yémen (5)
- Canada (19)
- Kazakhstan (35)
- Kenya (14)
- Kirghizistan (7)
- Lettonie (5)
- Lituanie (43)
- Macao (2)
- Malaisie (4)
- Malte (3)
- Macédoine du Nord (3)
- Mexique (3)
- Mongolie (15)
- Nouvelle-Zélande (5)
- Pays-Bas (13)
- Nigeria (11)
- Norvège (7)
- Autriche (18)
- Pakistan (5)
- Pérou (1)
- Philippines (6)
- Pologne (43)
- Portugal (15)
- Porto Rico (2)
- Russie (220)
- Arabie saoudite (11)
- Suède (31)
- Suisse (17)
- Serbie (13)
- Seychelles (2)
- Singapour (8)
- Slovaquie (6)
- Slovénie (13)
- Espagne (34)
- Afrique du Sud (38)
- Corée du Sud (65)
- Taipei chinois (136)
- Thaïlande (32)
- Tchéquie (15)
- Turquie (81)
- Ukraine (147)
- Hongrie (21)
- Ouzbékistan (14)
- Venezuela (40)
- Émirats arabes unis (9)
- États-Unis (141)
- Royaume-Uni (77)
- Biélorussie (37)
- Chypre (5)

## Compétition

### Tableau des médailles
- Pays organisateur (Taipei chinois)

| Rang    | Nation                  | Or  | Argent | Bronze | Total |
| ------- | ----------------------- | --- | ------ | ------ | ----- |
| 1       | Russie（RUS）           | 29  | 41     | 28     | 98    |
| 2       | Ukraine（UKR）          | 20  | 22     | 25     | 67    |
| 3       | Corée du Sud（KOR）     | 14  | 13     | 7      | 34    |
| 4       | Chine（CHN）            | 12  | 9      | 17     | 38    |
| 5       | Taipei chinois（TPE）   | 11  | 11     | 11     | 33    |
| 6       | Biélorussie（BLR）      | 10  | 6      | 7      | 23    |
| 7       | États-Unis（USA）       | 10  | 5      | 7      | 22    |
| 8       | Afrique du Sud（RSA）   | 8   | 2      | 2      | 12    |
| 9       | Japon（JPN）            | 5   | 6      | 9      | 20    |
| 10      | Suède（SWE）            | 5   | 2      | 3      | 10    |
| 11      | Turquie（TUR）          | 4   | 6      | 7      | 17    |
| 12      | Italie（ITA）           | 4   | 5      | 5      | 14    |
| 13      | France（FRA）           | 4   | 2      | 6      | 12    |
| 14      | Estonie（EST）          | 4   | 2      | 2      | 8     |
| 15      | Kenya（KEN）            | 4   | 2      | 1      | 7     |
| 16      | Allemagne（GER）        | 3   | 8      | 12     | 23    |
| 17      | Iran（IRI）             | 3   | 5      | 5      | 13    |
| 18      | Australie（AUS）        | 3   | 2      | 1      | 6     |
| 19      | Venezuela（VEN）        | 3   | 1      | 2      | 6     |
| 20      | Lituanie（LTU）         | 2   | 4      | 7      | 13    |
| 21      | Lettonie（LAT）         | 2   | 3      | 0      | 5     |
| 22      | Hongrie（HUN）          | 2   | 0      | 3      | 5     |
| 23      | Cuba（CUB）             | 2   | 0      | 2      | 4     |
| 23      | Portugal（POR）         | 2   | 0      | 2      | 4     |
| 25      | Norvège（NOR）          | 2   | 0      | 0      | 2     |
| 26      | Royaume-Uni（GBR）      | 1   | 4      | 5      | 10    |
| 27      | Pologne（POL）          | 1   | 2      | 1      | 4     |
| 28      | Bulgarie（BUL）         | 1   | 1      | 3      | 5     |
| 29      | Mongolie（MGL）         | 1   | 0      | 2      | 3     |
| 29      | Suisse（SUI）           | 1   | 0      | 2      | 3     |
| 31      | Nouvelle-Zélande（NZL） | 1   | 0      | 1      | 2     |
| 31      | Porto Rico（PUR）       | 1   | 0      | 1      | 2     |
| 33      | Croatie（CRO）          | 1   | 0      | 0      | 1     |
| 33      | Finlande（FIN）         | 1   | 0      | 0      | 1     |
| 33      | Pays-Bas（NED）         | 1   | 0      | 0      | 1     |
| 36      | Grèce（GRE）            | 0   | 2      | 3      | 5     |
| 37      | Canada（CAN）           | 0   | 2      | 0      | 2     |
| 37      | Nigeria（NGR）          | 0   | 2      | 0      | 2     |
| 39      | Irlande（IRL）          | 0   | 1      | 1      | 2     |
| 39      | Malaisie（MAS）         | 0   | 1      | 1      | 2     |
| 39      | Serbie（SRB）           | 0   | 1      | 1      | 2     |
| 42      | Tchéquie（CZE）         | 0   | 1      | 0      | 1     |
| 42      | Slovaquie（SVK）        | 0   | 1      | 0      | 1     |
| 42      | Espagne（ESP）          | 0   | 1      | 0      | 1     |
| 45      | Argentine（ARG）        | 0   | 0      | 2      | 2     |
| 45      | Autriche（AUT）         | 0   | 0      | 2      | 2     |
| 47      | Brésil（BRA）           | 0   | 0      | 1      | 1     |
| 47      | Danemark（DEN）         | 0   | 0      | 1      | 1     |
| 47      | Hong Kong（HKG）        | 0   | 0      | 1      | 1     |
| 47      | Inde（IND）             | 0   | 0      | 1      | 1     |
| 47      | Kazakhstan（KAZ）       | 0   | 0      | 1      | 1     |
| 47      | Kirghizistan（KGZ）     | 0   | 0      | 1      | 1     |
| 47      | Mexique（MEX）          | 0   | 0      | 1      | 1     |
| 47      | Arabie saoudite（KSA）  | 0   | 0      | 1      | 1     |
| 47      | Ouzbékistan（UZB）      | 0   | 0      | 1      | 1     |
| Total： | Total：                 | 178 | 176    | 205    | 559   |

### La France aux Deaflympics
Il s'agit de sa 21e participation aux Deaflympics d'été. Avec un total de 48 athlètes français, la France parvient à se hisser à la 13e place dans le classement par nation.

#### Médailles des français
Les sportifs français ont remporté quatre médailles d'or, deux médailles d'argent et six médailles de bronze.

- Cyclisme sur route individuel Homme: Steeve Touboul
- Tennis individuel homme : Mikael Laurent
- Tennis double homme : Mikael Laurent et Vincent Novelli
- Judo homme -60 kg :  Fréderic Gouttenoire

- Judo homme -66 kg : Eliot Sene
- Judo Femme -57 kg : Marie Robert

- Cyclisme sur route 1000m Sprint Homme: Steeve Touboul
- Cyclisme sur route Course aux points Homme: Steeve Touboul
- Athlétisme 1500 m : Thomas Sounalet
- Judo homme -73 kg : Frédéric Roy
- Judo homme -81 kg : Cyril Jonard
- Judo homme -100 kg : Sebastien Crespo

## Calendrier
Dans le calendrier suivant pour les Jeux olympiques des sourds d'été de 2009, chaque case bleue représente une compétition de l'événement. Les cases jaunes représentent les jours au cours desquelles se disputent des finales. Le nombre dans chaque case jaune représente le nombre de finales qui sont disputées sur ce jour-là.
| ● | Opening ceremony |  | Event competitions |  | Event finals | ● | Closing ceremony |

| September 2009        | 4th | 5th | 6th | 7th | 8th | 9th | 10th | 11th | 12th | 13th | 14th | 15th |
| --------------------- | --- | --- | --- | --- | --- | --- | ---- | ---- | ---- | ---- | ---- | ---- |
| Cérémonie d'ouverture |     | ●   |     |     |     |     |      |      |      |      |      |      |
| Cérémonie de clôture  |     |     |     |     |     |     |      |      |      |      |      | ●    |
| Athlétisme            |     |     |     | 2   | 9   | 7   |      | 5    | 9    | 9    | 2    |      |
| Marathon              |     |     |     |     |     |     |      |      |      |      | 2    |      |
| Badminton             |     |     |     |     | 1   |     |      |      |      |      | 5    |      |
| Basketball            |     |     |     |     |     |     |      |      |      |      | 2    |      |
| Beach-volley          |     |     |     |     |     |     |      |      |      |      | 2    |      |
| Bowling               |     |     |     |     | 2   | 2   |      | 4    |      |      | 2    |      |
| Cyclisme sur la route |     |     | 1   |     | 2   |     | 2    |      | 1    |      |      |      |
| Football              |     |     |     |     |     |     |      |      |      |      | 1    | 1    |
| Handball              |     |     |     |     |     |     |      |      | 1    |      |      |      |
| Judo                  |     |     |     |     | 4   | 4   | 4    |      |      |      |      |      |
| Karate                |     |     |     | 2   | 3   |     |      |      |      |      |      |      |
| Course d'orientation  |     |     |     |     | 2   | 2   |      | 2    |      | 2    |      |      |
| Tir sportif           |     |     | 1   | 1   | 1   | 1   | 1    | 2    | 1    | 1    | 1    |      |
| Natation              |     |     |     | 6   | 6   | 7   |      | 7    | 5    | 7    |      |      |
| Tennis de table       |     |     |     |     |     | 2   |      | 1    | 2    |      | 2    |      |
| Taekwondo             |     |     | 2   | 2   | 2   | 1   |      |      |      |      |      |      |
| Tennis                |     |     |     |     |     |     |      | 1    | 2    | 2    |      |      |
| Volleyball            |     |     |     |     |     |     |      |      |      | 2    |      |      |
| Water Polo            |     |     |     |     |     |     |      |      |      | 1    |      |      |
| Lutte                 |     |     |     | 4   | 3   |     | 4    | 3    |      |      |      |      |